# RAF Valley
Royal Air Force Valley (engelska: RAF Valley, Anglesey Airport) är en flygbas i Storbritannien.   Den ligger i kommunen Isle of Anglesey och riksdelen Wales, i den sydvästra delen av landet, 400 km nordväst om huvudstaden London. Royal Air Force Valley ligger 11 meter över havet. Den ligger på ön Anglesey.
Terrängen runt Royal Air Force Valley är platt. Havet är nära Royal Air Force Valley åt sydväst. Närmaste större samhälle är Holyhead, 9,1 km nordväst om Royal Air Force Valley. 